# Sindor
Sindor – osiedle typu miejskiego w Rosji, w Republice Komi. W 2010 roku liczyło 2478 mieszkańców.